# Лешевичи
Лешевичи (на сръбски: Љешевићи) е село в Черна гора, разположено в община Котор. Населението му според преброяването през 2011 г. е 192 души.

## Население
Численост на населението според преброяванията през годините:
- 1948 – 159 души
- 1953 – 175 души
- 1961 – 150 души
- 1971 – 130 души
- 1981 – 119 души
- 1991 – 222 души
- 2003 – 150 души
- 2011 – 192 души